# Світ-Кільце (серія)
«Світ-Кільце» (англ. Ringworld) — науково-фантастична літературна серія з чотирьох романів, написаних Ларрі Нівеном. Серія здобула величезну популярність у всьому світі та здійснила вплив на розвиток теми астроінженерії у фантастиці.
Головні події серії пов'язані з величезною спорудою — штучним кільцем навколо зорі, на внутрішній поверхні якого розташовані населені різними цивілізаціями території.

## Твори серії
- Світ-Кільце (Ringworld, 1970)
- Інженери Світу-Кільця (The Ringworld Engineers, 1979)
- Трон Світу-Кільця (The Ringworld Throne, 1997)
- Діти Світу-Кільця (Ringworld's Children, 2004)

На додаток Ларрі Нівен і Едвард М. Лернер написали книги, події яких відбуваються в тому ж всесвіті:
- Флот світів (Fleet of Worlds, 2007)
- Жонглер світами (Juggler of Worlds, 2008)
- Руйнівник світів (Destroyer of Worlds, 2009)
- Зрадник світів (Betrayer of Worlds, 2010)
- Доля світів (Fate of Worlds, 2012)

## Стислий опис Світу-Кільця
Світ-Кільце — це штучна споруда, що оточує зорю за 201 світловий рік від Землі. В системі немає жодних планет, астероїдів або короткоперіодичних комет. Діаметр споруди приблизно дорівнює діаметру орбіти Землі, ширина — 125,8 земних діаметрів. Чорний будівельний матеріал Світу-Кільця, з якого складається вся його зовнішня поверхня, називається «скрит». Товщина скриту досягає кількох десятків футів, які відокремлюють внутрішню поверхню Світу-Кільця від відкритого космосу. Обертання споруди навколо зорі створює відцентрову силу, що симулює гравітацію, близьку до земної. Поверхня внутрішньої сторони Світу-Кільця представлена всіма видами ландшафту землеподібних планет — зустрічаються великі рівнини, моря, острови, затоки, долини тощо. Майже половина площі вкрита водою, моря неглибокі. Рельєф внутрішньої поверхні повторюється на зовнішній (узвишшя всередині відповідають западинам ззовні, щоб товщина скриту скрізь була однакова), покритій шаром піни, яка захищає споруду від метеоритів. Атмосфера складається з азотно-кисневої суміші, й щоб уникнути розтікання у відкритий космос, утримується крайовими стінами Світу-Кільця. Тектонічна активність відсутня, як і деякі інші природні процеси, властиві планетам. Зміну дня та ночі забезпечує система з 20-и «тіньових квадратів», розташованих між Кільцем і зорею (приблизно як на рівні орбіти Меркурія), які періодично затінюють сонце. Охолодження Світу-Кільця підтримується двома величезними тепловідвідними панелями, поєднаними з двома великими океанами, розташованими у протилежних регіонах Кільця. Менші панелі створюють арктичні зони та забезпечують сезонні коливання температури.
На Світі-Кільці існують численні екосистеми, але немає хвороботворних мікроорганізмів і великих хижаків. Біохімія тамтешніх істот дуже близька до земних. За твердженням однієї з героїнь книжкового циклу, Захисниці Прозерпіни, споруда збудована близько мільйона років тому Альянсом захисників Пака (предків людей та інших гомінідів), що переробили місцевий газовий гігант на Світ-Кільце. На час подій сюжету книг, Світ-Кільце населяють понад 1000 видів гомінідів загальним населенням понад 30 трлн особин.
На Всесвітній конвенції наукової фантастики 1971 року студенти Массачусетського технологічного інституту скандували «Світ-Кільце нестабільний!», оскільки описана Нівеном споруда не могла постійно перебувати на рівновіддаленій відстані від зорі. Тому в «Інженерах Світу-Кільця» письменник додав, що Світ-Кільце стабілізується двигунами.

## Параметри Кільця
Більшість параметрів зазначено як додаток до другої книги.

1 день = 30 земних годин.

1 оберт = 7,5 днів.

75 днів = 10 обертів = 1 фалан.

Маса = 2×1030 грамів ≈ 318 мас Землі ≈ масі Юпітера.

Радіус = 0,95×108 миль = 1,53×108 км ≈ 1 Астрономічна одиниця.

Окружність = 5,97×108 миль = 9,6×108 км

Ширина = 997 000 миль = 1 604 516 км

Площа поверхні = 1,5×1015 км² ≈ 3×106 поверхні Землі.

Гравітація на поверхні = 31 фут/сек2 = 0,992 g.

Швидкість обертання = 770 миль/сек.

Крайові стіни піднімаються на висоту 1000 миль = 1600 км.

Зоря класу G2, наближається до класу G3, менша й трохи холодніша Сонця.

## Всесвіт книжкової серії
Дія всіх чотирьох романів відбувається в майбутньому, у другій половині XXIX століття: від 2851 (Роман «Світ-Кільце») до 2893 років н. е. (роман «Діти Світу-Кільця»). Сама серія, що складається з чотирьох романів, входить в більший цикл «Відомий космос».

### Розумні раси Відомого космосу
- Людство — прогресивна раса вихідців з Землі на момент дії романів.

Частину Всесвіту, досліджену людьми, також прийнято називати Людським космосом. Тип влади часу дії романів представлений Об'єднаними Державами (імовірно — подальший аналог розвитку Організації Об'єднаних Націй). Протягом багатьох сотень років при Об'єднаних Державах існує потужна військова організація, відома як АРМ (Асоціація Регіональної Міліції), яка виконує роль армії людства, хоч і обмежена юрисдикцією просторової системи Земля-Місяць. Щодо людства Об'єднані Держави проводять жорстку демографічну політику, контролюючи народжуваність дітей.
Персонажі-люди: Луїс Ву, Тіла Браун, їхній син Вемблет, Роксана Готьє.
- Лялькарі Пірсона — двоголові триногі розумні істоти.

У кожній голові (на витягнутій шиї) знаходиться пара очей і рот, а мозок розташовано в горбу між підставами обох голів. В розвитку сюжетної лінії можна дізнатися, що голови лялькарів успішно виконують і функції рук. У випадку прямої небезпеки лялькарі приховують голову між передніми ногами, а задньою ногою готуються завдати єдиний смертельний удар. На відміну від більшості розумних рас, лялькарі Пірсона є тристатевими істотами — одна стать виношує сперматозоїди для запліднення, друга — яйцеклітину. У період спарювання ці статі розміщують свої клітини в третій статі, призначеній для виношування зародка. Рідній світ разом лялькарів з чотирма тераформованими планетами утворює так звану «Розету Кемплерера». Це штучне скупчення планет також іменується Флотом Світів. Уряд представлено двома партійними організаціями, що змінюють одна одну при владі залежно від суспільних настроїв: експерименталісти та консерватори. Лялькарі — надзвичайно обережні (боягузливі від природи) істоти. Вони прагнуть будь-яким способом уникнути навіть найменшої небезпеки, а тих одноплемінників, хто виходить за рамки цього способу життя, вважають божевільними. Цивілізація лялькарів розвинена технологічно вище, ніж будь-яка інша раса у Відомому космосі. У романах з'ясовується, що вони спостерігають і втручаються в розвиток усіх відомих розумних видів, зокрема людей та кзінів. Саме лялькарі Пірсона організували першу експедицію на Світ-Кільце з метою з'ясувати, яку небезпеку він становить.

Відомі представники: Несс, Гайндмоуст (Краще-Всіх-Захований, не власне ім'я, а ранг), Хірон.
- Кзіни — гуманоїдоподібна розумна раса хижаків.

Зовнішнім виглядом кзіни схожі на великих кішок Землі (найбільше на тигрів). Як і більшість розумних рас — двостатеві істоти. Назва раси походить від їхньої рідної планети — Кзін. На противагу лялькарям Пірсона кзіни — надзвичайно хоробрий і войовничий вид. У період проживання в межах рідного світу вони вели постійні війни за життєвий простір. Вийшовши на космічні простори, вони продовжили свою агресивну політику щодо інших світів, придатних для колонізації. До моменту контакту з людством знищили або підкорили багато рас. Кілька разів намагалися розв'язати і виграти війни проти людства, проте через те, що їм не вистачало терпіння добре підготуватися, завжди програвали, причому завжди — з великим розгромом. Уряд типу монархії — главою Імперії кзінів (Патріархату) є Патріарх.

Відомі представники: Чміі (Той, що розмовляє з тваринами), його син Паламар.
- Пак — передбачувані прабатьки землян.

Про них практично нічого невідомо. Можливо, їхній рідній світ розташовувався неподалік від Ядра галактики, звідки вони почали експансію на її околиці. На Світі-Кільці територією проживання раси пак є архіпелаг, що відтворює в натуральну величину Карту Землі, розташовану в одному з Великих Океанів. Рельєф їхнього рідного світу до 32 разів відтворений в іншому Великому Океані — на ідентичних островах. Свідченням на користь спорідненості паків з людством є той факт, що на Землі представники цієї раси вважаються давно вимерлим видом Homo Habilis.

Відомі представники: Прозерпіна.

### Раси Кільця
Існує безліч гуманоїдних антропоморфних рас на Кільці, які походять від одного виду. Оскільки будівельники Світу-Кільця прагнули відтворити у своєму творінні ідеальний світ, вони не розмістили на ньому форм життя, які створюють небезпеку для спокійного існування. Таким чином, на Світі-Кільці неможливо зустріти отруйних істот, комах, хижаків, паразитів. Відсутні навіть бактерії-збудники різних хвороб. Звільнені таким чином біологічні ніші були поступово заповнені представниками гуманоїдних рас на певному шляху еволюційного розвитку. Втім, у переважної кількості рас є схожі ознаки начебто гуманоїдності, згаданої вище, можливості практикувати рішатру і наявність жіночої та чоловічої статі (за винятком Захисників).
- Будівельники кільця — високорозвинена вимерла цивілізація, не присутня в книгах. Заведено вважати, що вони були творцями Світу-Кільця. Крім того, вони створили на ньому свою унікальну замкнуту цивілізацію і були правителями світу до свого зникнення, причини якого досі не з'ясовані. Незважаючи на відсутність у романах, будівельники кільця залишили величезну кількість артефактів про себе. У книгах можна знайти згадки про їхні кістяки. Крім того, у романі «Діти Світу-Кільця» захисник по імені Прозепіна стверджувала, що вона — останній живий представник будівельників кільця. Не з'ясовано правдивість цього твердження.
- Будівельники міст — високорозвинена раса гуманоїдних істот невідомого походження. Зовні схожі на людей, однак без волосяного покриву на голові (у жінок є вузька смуга довгого волосся), а форма губ схожа на губи мавп. На Світі-Кільці вони з'явилися, імовірно, через деякий час після падіння та зникнення цивілізації будівельників кільця. Володіючи достатнім рівнем інтелекту, будівельники міст успадкували Світ-Кільце від будівельників кільця і також побудували на ньому свою цивілізацію, символом якої стали ширяючі міста. Однак у 1733 році н. е. раса лялькарів Пірсона, вже тоді технологічно високорозвинена, дізналася про Світ-Кільце. Правив тоді режим експерименталістів, який заніс на Кільце чуму, що вражала надпровідники — головний стрижень цивілізації будівельників міст. Коли дія чуми досягла глобальних масштабів, цивілізація будівельників міст занепала — величезна кількість ширяючих міст звалилися на поверхню. Ця подія увійшла в історію під назвою «падіння міст».

На момент дії сюжету романів будівельники міст продовжують мешкати у ширяючих містах, що ще не впали і зберігають належний рівень інтелектуального розвитку. Падіння міст призвело до ізоляції цієї раси у Світі-Кільці, внаслідок чого величезні території виявилися покинутими. Будівельники міст підтримують стосунки з деякими із нижчих рас (особливо — з людьми машин). Їхня роль неоднозначна — до моменту дії роману «Інженери Світу-Кільця» вони знімали зі Світу-Кільця стабілізувальні двигуни, тим самим викликавши дестабілізацію, що загрожувала самому існуванню Кільця. Водночас вони сприяють розвитку рас, з якими підтримують стосунки.
Відомі представники: Халрлопріллалар, Лаліскарірліар, Фортараліспліар, Філістранорлрі, Харкабіпаролін, Каваресксенджаджок.
- Люди машин — розумна гуманоїдна раса аборигенів Світу-Кільця. Відрізняються природним навіть для жінок волосяним покривом обличчя. Опецькуваті. Розвиток на рівні людства 20-го століття. Люди машин мають тісні зв'язки з будівельниками міст, особливо розвинута торгівля. Свій ареал люди машин відзначають вельми незвичайно — будують уздовж кордонів асфальтові дороги для своїх машин. Підтримують взаємини з трав'яними велетнями, використовуючи їхні навички для досягнення власних цілей (наприклад, очищення території від рослинності для будівництва доріг). У романі «Трон Світу-Кільця» група людей машин організовує коаліцію боротьби з вампірами, куди вступають представники від трав'яних велетнів, нічних особин, людей води, збирачів і червоношкірих пастухів.

Відомі представники: Валавірджиллін, Кейвербрімміс, Сабарокареш, Форанавідлі, Вандерноті, Антрантіллін.
- Трав'яні велетні — розумна гуманоїдна раса аборигенів Світу-Кільця. Відмінні риси: гігантський зріст (приблизно 2 метри), золотистий волосяний покрив усього тіла. В зубній структурі переважають корінні зуби. Раса в процесі еволюції зайняла біологічну нішу травоїдних тварин, оскільки харчуються велетні лише травою. За мірками людства перебувають на перехідній стадії розвитку від первісного ладу до раннього античного. Важливу роль відіграє родоплемінний устрій. Обраний вождем до звичайного імені отримує друге — Терл. Він грає важливу роль в житті племені, а також очолює військові походи, вирізняючись власними металевими обладунками. Якось перебували в конфронтації з червоношкірими пастухами через суперечки про харчові ресурси. Є згадки, що трав'яні велетні допомагали людям машин будувати дороги, поїдаючи рослинність на певних ділянках. У свою чергу люди машин виготовляли броню для вождів. У романі «Трон Світу-Кільця» стали учасниками коаліції людей машин по боротьбі з вампірами. 
Відомі представники: Ріт, Бик, Парум, Мунва, Так
- Червоношкірі пастухи — розумна раса гуманоїдів. Вирізняються червоною пігментацією шкіри (звідси назва), мають худорляву статуру. В зубній структурі переважають ікла, що дозволяють легко розривати м'ясо. мають найкращий зір з усіх відомих рас Світу-Кільця. Водночас вони — єдина раса Кільця, не здатна займатися рішатрою внаслідок невизначеного генетичного відхилення. В процесі еволюції раса зайняла біологічну нішу хижаків, на що вказує їхнє харчування — часто оббілуване сире м'ясо. З погляду людської історії, стоять на щаблі первісного розвитку суспільства. У пастухів значно розвинена галузь тваринництва — навколо поселень можна зустріти стада, які служать джерелом їжі та інших ресурсів. Через ці стада червоношкірі пастухи певний час перебували у стані війни з іншою расою Світу-Кільця — трав'яними велетнями. У романі «Трон Світу-Кільця» їхні представники стали учасниками коаліції людей машин проти вампірів. 
Відомі представники: Шивіт хукі-Фурларі, Джінджерофер, Теггер хукі-Тандартал, Варвія хукі-Марф Тандартал, Анакрін хукі-Ванхурхур, Чейчінд хукі-Карашк.
- Збирачі (глинери) — розумні гуманоїдні істоти. З усіх відомих рас вирізняються низькорослістю (зростом до пахв — людям машин, до пупка — трав'яним велетням). Мають загострені обличчя. За рівнем розвитку практично на одному рівні з червоношкірими пастухами. Жінки збирачів мало відрізняються від чоловіків, і найчастіше стать можна відрізнити за одягом. Імовірно, всеїдними, хоча зустрічається лише згадка, що вони полюють на дрібних гризунів типу смірпів. Відмінні розвідники та чудові бігуни, однак незрозуміло, як це співвідноситься зі значною короткозорістю. У романі «Трон Світу-Кільця» четверо збирачів приєдналися до коаліції людей машин для боротьби з вампірами. 
Відомі представники: Перілак, Коріак, Мана, Сілак.
- Нічні особини (упирі) — розумна гуманоїдна раса, що веде нічний спосіб життя. Мають чорне волосся по всьому тілу. В процесі еволюції раса посіла місце падальників і виконує роль «природних санітарів». Багато рас воліють використовувати упирів для похоронних обрядів. Про спосіб життя нічних особин майже нічого не відомо, оскільки зазвичай вони воліють не потрапляти на очі іншим расам. З усіх рас-аборигенів Світу-Кільця мають найбільш досконалий інтелект і багато знають про Кільце. Точний ареал невідомий — можливо, вся територія Світу-Кільця. Внаслідок такого поширення, в упирів розвинена геліографічна система зв'язку, завдяки якій нічні особини швидко дізнаються точну інформацію і можуть оперативно реагувати на будь-які події. У романі «Трон Світу-Кільця» двоє упирів приєднуються, хоч і неохоче, до коаліції людей машин проти вампірів. Також наприкінці цього ж роману один упир стає захисником.

Цікавий факт, що імена нічних особин зазвичай звучать як мелодії певного інструменту, і тому їх воліють називати за інструментами, які звучать під час вимови упирями своїх імен. 
Відомі представники: Арфіст, Мелодист, Труба Скорботи, Мар Корсілл, Казарф.
- Вампіри — нерозумні гуманоїдний істоти. Зовні виглядають вельми привабливими людьми високого зросту з блідою шкірою і сріблястим волоссям. Як і упирі, вампіри уникають сонячного світла (внаслідок чого їх також іноді називають нічними особинами), з'являючись лише під час затемнення сонця тіньовим квадратом. Вони харчуються кров'ю інших істот, що вказує на еволюційний шлях хижаків. Їхнє полювання на здобич полягає у випусканні особливого запаху, який зводить з розуму інших істот, змушуючи їх паруватися з вампірами, під час чого і відбувається живлення. Якщо вампірів поблизу немає, а феромони вже випущені в повітря, істоти можуть також несвідомо паруватися один з одним. Незважаючи на повну відсутність інтелекту, у вампірів є зародки розуму. Так, у романі «Трон Світу-Кільця» розповідається, що вампіри можуть мати слуг із захоплених в полон (зокрема, як живий запас їжі на майбутнє), навіть іноді користуються одягом при холодних умовах навколишнього середовища. При нормальних умовах клімату вампіри позбавляються від неї. 
Відомі представники: Брем, Ганна (до перетворення в захисників).
- Річкові люди — розумна гуманоїдна раса, що живе винятково під водою, хоча і здатна перебувати короткий період часу на суші. Короткі кінцівки мають перетинки. Зростом не поступаються червоношкірим пастухам, але мають більш щільну статуру. Про спосіб життя відомо мало з огляду на підводне середовище. Володіють мистецтвом полювання, про що говорить хутряний одяг, здалеку схожий на природний покрив тіла. У романі «Трон Світу-Кільця» пара річкових людей зіграла важливу роль в коаліції людей машин проти вампірів. 
Відомі представники: Робаллабл, Фаджабладл.
- Люди Оповзаючих гір — розумна гуманоїдна раса, яка мешкає в Оповзаючих горах (звідси назва). Як і всі раси Світу-Кільця, зовні виглядають як звичайні люди. Однак є характерні ознаки: широкі тулуб і обличчя, великий рот, глибоко посаджені очі. Своїм рівнем розвитку нагадують сучасні племена народів Півночі, таких як чукчі або ескімоси. Живуть за рахунок полювання на тварин. Соціальні відносини побудовані на племінних взаєминах — плем'я людей з гір, плем'я високогірних людей тощо. Незважаючи на важкопрохідну місцевість, племена будують відносини один з одним завдяки повітряному транспорту (повітряним кулям). 
Відомі представники: Сарон, Деб, Харрід, Барре, Дженнавіл, Макрей.
- Люди-ткачі, мореплавці та рибалки — розумні гуманоїдні раси. Зустрічаються виключно в романі «Трон Світу-Кільця», в якому позиціонуються, як три взаємозалежні племені. Люди-ткачі віддалено схожі зовнішньо на трав'яних велетнів — тіло також вкриває хутро, але біло-коричневого відтінку. Однак вони всеїдні і не мають гігантського зросту, як велетні. Рибалки вирізняються наявністю перетинок на кінцівках, широкими і пласкими ступнями, все тіло вкрите лискучим волосяним покривом. Мореплавці виглядають як «збільшений варіант ткачів», але мають іншу структуру щелеп. Всі три племені живуть в абсолютній гармонії і займаються спільною торгівлею. 
Відомі представники: Люди-ткачі: Савур, Кідейда, Паральд, Стрілл; Люди-рибалки: Шенс Душитель Змій, Хіштар Пірнає в Нору; Мореплавці: Віік.
- Захисники (іноді вашнішт, васнісіт або вішнішті — слово у багатьох рас, також має поняття «чарівник») — фінальна стадія розвитку будь-якої людиноподібної раси, що походить від раси пак. Будь-яка гуманоїдна істота в певний період розвитку організму може перетворитися на Захисника, з'ївши коріння дерева життя (бажання з'їсти корінь дерева життя є вродженим інстинктом, який пробуджується завдяки запаху спор дерева життя). Якщо претендент у захисники занадто старий, то поїдання кореня дерева життя його вбиває. Після недовгого періоду перетворення, зі штучною комою, гуманоїд втрачає первісний вигляд і остаточно трансформується у захисника. У нього розбухає череп, щелепи втрачають зуби і зростаються з яснами, зникають статеві органи, шкіра грубіє і стає схожа на природну броню, м'язові тканини розростаються, особа втрачає здатність до міміки, розвивається друге серце в паху. Натомість захисник здобуває неймовірну силу і спритність, миттєву реакцію, розвинений інтелект і стає практично безсмертним. Якщо захисником стає представник нерозумної раси (вампірів або висячих особин наприклад), то після своєї трансформації він набуває інтелект, що перевершує людський. Головний сенс життя захисника — прагнення захищати представників своєї раси. Іноді можливий випадок, коли захисник прагне захистити щось більше, ніж свою расу — в цьому випадку він вступає в конфлікт з іншими захисниками. У разі неможливості виконувати своє завдання захисник йде на добровільний суїцид, припиняючи споживати їжу. В особистих стосунках захисників спостерігається класова система — можуть бути захисники-раби, над якими стоять захисники-господарі.
Відомі представники: Брем (до перетворення був вампіром), Ганна (вампір), Мелодист (упир) у романі «Трон Світу-Кільця»; Тіла Браун (осіб) у романі «Інженери Світу-Кільця»; Прозерпіна (можливо, будівельник кільця), Хануман (висяча особина — типу мавп) у романі «Діти Світу-Кільця».

### Основні персонажі
- Луїс Ву — людина, головний герой всіх чотирьох романів. Він досить старий (на початку першого роману святкує своє 200-річчя), але завдяки різним речовинам і пристроям продовжує своє життя протягом всіх книг. Після першої експедиції на Світ-Кільце зі знаної на весь Відомий космос людини перетворюється на баніта і намагається сховатися від уряду з інформацією про Світ-Кільце. У романі «Трон Світу-Кільця» разом з іншим героєм, Чміі, потрапляє під дію спеціального препарату омолодження, внаслідок чого став виглядати набагато молодше. Це дозволило йому в четвертому романі поїсти кореня Дерева, стати захисником і взяти участь у Прикордонній війні за володіння Світом-кільцем. Пізніше покинув Світ-кільце на зорельоті, викраденому у Мелодиста, і разом з Краще-Всіх-Схованим (Гайндмоустом) попрямував до планети під назвою Будинок. Автодок на борту корабля знову перетворив його у породжувача. Подальша доля показана в романі «Доля світів».
- Тіла Браун — людина, одна з численних продуктів експерименту лялькарів Пірсона по виведенню людей з «геном удачі». Її предки ставали шість разів поспіль переможцями у Лотереї — спеціальній програмі Ради народжуваності, головним призом якої було право мати дитину. Як людина з дуже розвиненим «геном удачі», Тіла Браун була обрана Нессом як член команди першої експедиції до Світу-Кільця у 2851 році. Проте в кінці експедиції вона відмовилася покидати Світ-Кільце разом з іншим екіпажем, приєднавшись до Шукача. У романі «Інженери Світу-Кільця» з'ясовується, що після розставання їй з Шукачем вдалося відшукати Центр Управління Світом-Кільцем і розташоване у ньому дерево життя. Шукач помер, не в змозі стати захисником від поїдання кореня дерева, Тіла пройшла живою весь процес і стала захисником. Наприкінці роману вона вступає в сутичку з колишніми друзями, Луїсом Ву і Чміі, і гине. Незважаючи на це, багато разів згадується в двох наступних романах. В кінці роману «Діти Світу-Кільця» Луїс Ву дізнається, що у нього з Тілою до розставання була дитина — Вемблет.
- «Той, що розмовляє з тваринами», Чміі — кзін-посол, який пройшов спеціальні тренування, щоб не атакувати людей одразу. Після першої експедиції на Світ-Кільце за надані високорозвинені технології отримав право від Патріарха мати власне ім'я (Чміі) і право мати жінок (гарем). Однак під час другої експедиції до Світу-Кільця разом з Луїсом Ву потрапив під вплив омолоджуючого препарату, через що волів залишитися жити на Світі-Кільці (причому досяг високого становища серед кзінів — мешканців Світу-Кільця). Є головним героєм перших двох романів. У романах «Трон Світу-Кільця» і «Діти Світу-Кільця» його місце посідає його старший син, Паламар, якого Чміі відправив до Луїса Ву вчитися мудрості. В кінці роману «Діти Світу-Кільця» є сцена, в якій Чміі присутній як другорядний персонаж.
- Несс — лялькар Пірсона, керівник експедиції в першій книзі. Своїми одноплемінниками визнаний божевільним за власні ідеали. Володіє надмірно стійким і нахабним для лялькарів характером, але іноді впадає в депресію, у якій проявляється природна риса лялькарів — боягузтво. В ході експедиції отримав значні поранення — втратив одну псевдоголову, яку по поверненню додому замінили кіберпротезом. В нагороду за успіх одружився з «Краще-Всіх-Захованим» (Гайндмоустом). В інших трьох книгах жодного разу не з'являвся, хоча зустрічаються численні згадки про нього.
- «Краще-Всіх-Захований» (англ. Hindmost) — лялькар Пірсона, керівник партії експерименталістів, добровільно пішов у вигнання після усунення партії від влади. У першій книзі схвалив рішення Несса про організацію експедиції на Світ-Кільце, а в разі успіху пообіцяв з ним одружитися. У всіх трьох наступних романах був організатором другої експедиції на Світ-Кільце. Спочатку планував роздобути нові технології Світу-Кільця для повернення до влади в рідному світі. Однак завдяки діям Чміі і Луїса Ву (проти волі обраних у другу експедицію) не зміг покинути Світ-Кільце і був змушений стати їхнім помічником. Не досяг своєї первісної мети і в кінці роману «Діти Світу-Кільця» залишив Кільце разом з Луїсом Ву, в напрямку планети Хоум (Дім). Подальша доля показана в романі «Доля світів».
- Харкабіпаролін і Каваресксенджаджок («Інженери Світу-Кільця») — представники раси будівельників міст. До своєї зустрічі з Луїсом Ву працювали в бібліотеці ширяючого міста. Після того, як головний герой, Луїс Ву викрав обладнання бібліотеки, пішли за ним, внаслідок чого стали мимовільними членами команди Гайндмоуста. У романах «Трон Світу-Кільця» і «Діти Світу-Кільця» представлені подружньою парою з дітьми, що мешкає на покинутому великому кораблі кзінів-аборигенів Світу-Кільця — «Таємному Патріарху».
- Валавірджиллін — представниця раси людей машин. Вперше з'являється в романі «Інженери Світу-Кільця» у сцені боротьби з вампірами. В результаті з усієї групи людей машин в живих залишається тільки вона. Тоді ж зустрічається з головним героєм, Луїсом Ву, якому спочатку не довіряє і з яким скоро розлучається. У романі «Трон Світу-Кільця» грає більш важливу роль — очолює групу людей машин, укладає союз з трав'яними велетнями, бере участь в спільній боротьбі проти вампірів. Після знищення гнізда вампірів повертається додому, подальша доля невідома.
- Брем («Трон Кільця») — захисник з раси вампірів, що з'явився в романі «Трон Світу-Кільця». Брем — ім'я, дане йому Луїсом Ву на честь ірландського письменника Брема Стокера, автора роману про Дракулу. Відомо, що захисником став до початку сюжетної лінії книги «Інженери Світу-Кільця», змагався за володіння Центром Управління Світу-Кільця з іншим захисником, Тілою Браун. Переважно захищав Світ-Кільце від рас Відомого космосу, бездумно збиваючи космічні кораблі, які підлітали до Кільця, з допомогою Метеоритного захисту, чим спровокував т. з. Прикордонну війну. Згодом взяв у полон екіпаж Гайндмоуста, змусивши їх допомагати йому. В кінці роману «Трон Світу-Кільця» був убитий іншим новоспеченим захисником з раси упирів — Мелодистом.
- Мелодист — Захисник з раси упирів. Грає важливу роль в романі «Діти Світу-Кільця», в якому забезпечує захист Кільця від зовнішнього вторгнення рас Відомого космосу (Прикордонна війна). Створив нано-«латку», якою заклав дірку, що утворилася в скриті після вибуху кулі з антиречовини. Повів Світ-Кільце у невідомому напрямку (за межі відомого космосу), покинувши материнську зорю і знайшовши нову.
- Прозерпіна — захисник раси пак. З'являється в четвертому романі «Діти Світу-Кільця». Її вік кілька мільйонів років. Стала захисником ще на планетах раси пак в центрі Галактики. Брала участь у будівництві Світу-Кільця. Багато років перебувала у сплячці, час від часу прокидаючись, щоб поспостерігати, чи справляється захисник у Метеоритному центрі на Карті Марса зі своїми обов'язками захисника Світу-Кільця. Коли виявила, що Брем не справляється зі стабілізацією Кільця, організувала перетворення кількох брідерів з раси Оповзних (Зливних) Гір в захисників . Ці захисники стали відновлювати маневрові двигуни на краю Кільця. Потім допомогла Мелодисту відвести Світ-Кільце до іншої зорі.

### Концепції та ідеї
- Гіпердвигуни (у всіх рас космосу розвинені по різному). Гіпердвигун «Квантум II», розроблений лялькарями, був найшвидшою з відомих моделей. Люди і Кзіни використовують приводи, які копіюють конструкції сторонніх.
- Дроуд — Програмований пристрій, що підключається до центру задоволення в мозку через надтонкий електрод, імплантований в мозок, подразнює його, тим самим викликаючи задоволення і насолоду. Ця можливість породила соціальну групу струмових наркоманів — електродників. Луїс Ву ввів собі такий електрод до початку 2-ї книги і позбувся залежності до її кінця.
- Тасп — «Зброя насолоди» у лялькарів і електронний наркотик у людей. Випромінювач, яким можна впливати віддалено на центр задоволення в мозку. Бездротовий аналог дроуду.
- Рішатра (серед рас Кільця) — міжрасовий секс, найчастіше використовується переважною кількістю рас Світу-Кільця для різних цілей — від отримання насолоди (різні генотипи не здатні дати потомство) до укладення договорів і примирень. Єдиною расою, що не практикує звичай, є червоношкірі пастухи. Деякі раси припиняють практикувати рішатру, коли вступають у моногамний шлюб.
- Поле стазису — технологія, створена людською расою. Генерує спеціальний стан, в якому час тече дуже повільно. Затримка може досягати мільйонів років реального часу на кілька секунд поля. Об'єкт, поміщений в таке поле, майже невразливий. Стазисне поле врятувало екіпаж «Брехливого байстрюка», коли останній був збитий Метеоритним захистом Світу-Кільця і здійснив екстрену посадку.
- Дерево життя (на Кільці) — особливий вид рослини, що походить з батьківщини раси пак біля центру галактики. Колонізуючи нові планети, пак також сіяли на їхній поверхні дерева життя. На Землі не прижилися через брак талію. Достовірно відомо про існування плантації дерев життя поруч з Центром Управління Світом-Кільцем під Картою Марса, однак подібні дерева можуть існувати на планетах, населених раніше расою пак (за винятком Землі). Корінь дерева життя перетворює істоту, яка з'їла його, в захисника. Це відбувається під впливом особливих спор, що випускаються деревом життя і збуджують потрібний інстинкт. Дії спор можна уникнути з допомогою талію.
- Автодок (автоматична медична система) — призначена для відновлення організмів відповідно з генетичним кодом. Створена Карлосом Ву, потім з'явилася у лялькарів, які модернізували її для себе. З її допомогою Луїс Ву неодноразово «омолоджувався», а в кінці останньої книги перетворився з захисника назад в «брідера».
- Трансферні кабіни (у людей) і диски (у лялькарів) — дозволяють миттєво переміщатися на великі відстані.
- Ідея, що успішність може бути обумовлена генетично і її можна покращити за допомогою селекції.
- Гіпотеза, що жорстке кільце буде стійким щодо центральної зорі. У другій книзі автору довелося додати в теорію систему маневрових двигунів, які утримують його на курсі. Знявши 95 % двигунів і побудувавши на їхній основі космічні кораблі, предки будівельників міст порушили стабільність кільця. Поставити його на місце вдалося, посиливши потужність двигунів, що залишилися, і принісши в жертву нейтронній радіації частину населення системи. Поширена думка, що виконати цю роботу можна було менш «кривавим» способом — потужне магнітне поле (кільце — велетенська тороїдальна котушка), створене у пронизаному надпровідниками скриті, цілком могло впливати на масу зорі кільця і або поставити на місце саме кільце, або підтягти до центру зорі і систему тіньових екранів — сили магнітного притягання врівноважуються строго у математичному центрі Кільця.
- Самовстановлювана планетарна латка — з допомогою якої Мелодист у романі «Діти Світу-Кільця» відремонтував критичні проломи в Кільці, що залишилися після вибухів бомб з антиречовини.
- Атомарна нитка — настільки тонка нитка, що ріже все, чого торкається.

## Вплив
Серія справила величезний вплив майже на наступні космічні опери, серед яких серія «Культура» Ієна Бенкса, «Будинок сонць» Аластера Рейнольдса та медіафраншиза Halo.
- У 1992 році вийшла відеогра Ringworld — The Revenge of Patriarch (Світ-Кільце — Помста Патріарха) жанру квест[3], а в 1994 — друга частина, Return to Ringworld (Повернення в Світ-Кільце)[4].
- У 2001 році вийшла відеогра в жанрі шутера від першої особи Halo: Combat Evolved, видавцем якої була Microsoft, а розробником Bungie, що розповідала про війну людей і войовничого союзу Ковенанту, котрий вважає кільцеподібний світ священним артефактом богів. Ця гра започаткувала серію, в якій такі структури, звані Гало, є ключовими об'єктами — зброєю і одночасно заповідниками для збереження життя від її дії[5][6].
- У відеогрі Stellaris можна знайти кілька світів-кілець, а з доповненням Utopia також побудувати їх[7].
- Світ-Кільце зображено в 5-му епізоді серіалу «Книга Боби Фетта» 2022 року[8].